# Руо, Жорж
Жорж Руо (фр. Georges Henri Rouault; 27 мая 1871, Париж — 13 февраля 1958, там же) — французский живописец и график, один из представителей французского фовизма и экспрессионизма.

## Начальный этап
Родился в бедной семье, в рабочем квартале рядом с кладбищем Пер-Лашез. Первые дни жизни прошли под грохот пушек, громивших баррикады Парижской коммуны. Дед, почтовый служащий, был коллекционером-любителем, собирал гравюры Калло, литографии Домье. Отец, ремесленник по профессии, христианский социалист по убеждениям, отдал сына в протестантскую школу. С 1885 года Руо два года учился у художника-витражиста, потом, с 1891 года — в Академии изящных искусств у символиста Гюстава Моро, был его любимым учеником, а после смерти мастера (1898) стал хранителем его музея.

## Зрелость и творческие связи
Познакомился с учениками Моро Матиссом, Марке, стал одним из основателей Осеннего Салона (1903). Сблизился с католическим писателем Леоном Блуа. Выставлялся вместе с фовистами, но держался в стороне от их декоративности, скорее продолжая линию Ван Гога.
С 1907 года в круг постоянных тем живописи и графики Руо вошли судьи, клоуны, проститутки. Они приобрели характер аллегорий, выстраиваясь вокруг основного аллегорического образа зрелой живописи Руо — фигуры Христа (нередко — Христа и Магдалины). Дружил с религиозным философом Жаком Маритеном. В 1910 году персональная выставка Руо прошла в столичной галерее Друэ. Его живопись вдохновляла немецких живописцев, впоследствии составивших ядро экспрессионизма.
При этом художник жил в крайней бедности. Только в 1917 году Руо подписал с известным коллекционером и торговцем картинами Амбруазом Волларом контракт, обеспечивший ему на десятилетия некоторый достаток и свободу в работе.

## Признание
В 1921 году была опубликована первая монография о творчестве Руо, в 1924 году его большая ретроспективная выставка прошла в галерее Друэ, художник получил от французского правительства орден Почётного легиона. В 1929 году Руо создал декорации и костюмы для постановки Джорджем Баланчиным балета С. С. Прокофьева «Блудный сын» в парижском Театре Сары Бернар. Начиная с 1930-х годов его живопись и графика вызывают международный интерес. C 1939 году, после гибели Воллара, началась многолетняя тяжба Руо с наследниками Воллара. В ходе её он демонстративно сжёг в 1948 году более трёхсот своих работ.
Известность Руо росла, его выставки проходили в Лондоне, Нью-Йорке, Чикаго, Бостоне, Вашингтоне, Сан-Франциско, Нью-Йорке. Он с успехом участвовал в Венецианской биеннале 1948 года. Восьмидесятилетие художника в 1951 году отмечалось Католическим центром французских интеллектуалов в столичном Дворце Шайо, он стал командором ордена Почётного легиона, папского Ордена Святого Григория Великого. После смерти художника французское государство устроило ему официальные похороны.